# Walter Heise (Musikpädagoge)
Walter Heise (* 28. August 1931 in Obernbeck; † 3. Januar 2017 in Belm) war ein deutscher Musikpädagoge und -wissenschaftler.

## Leben
Heise studierte in Osnabrück (u. a. bei Kurt Sydow), Berlin (u. a. bei Boris Blacher, Karl Heinz Taubert, Günther Baum), London und Münster und erhielt vom Berliner Senat das mit 15.000 DM dotierte Stresemann-Stipendium, mit dem er ein Jahr in England forschen konnte. Nach dem Studium arbeitete er zunächst als Lehrer an Volksschulen sowie als Assistent und Dozent an verschiedenen Hochschulen. Von 1974 bis zu seiner Emeritierung 1998 lehrte Heise als ordentlicher Professor Musikpädagogik an der Universität Osnabrück. Neben vergleichenden Arbeiten zu musikpädagogischen Schriften der DDR bildete einen besonderen Schwerpunkt seine Arbeiten zur Historischen Musikpädagogik und John Gays „The Beggar’s Opera“ und ihre Bearbeitungen sowie der Forschungsschwerpunkt „Musik und Neue Technologien“ in der Lehrerausbildung.
1986 wurde Heise mit dem „Honorary Fellowship“ des Curwen-Instituts in London (Großbritannien) ausgezeichnet.

## Veröffentlichungen
Heise hat zahlreiche Veröffentlichungen zur Unterrichtspraxis sowie Beiträge zur Geschichte und Systematik der Musikpädagogik in Handbüchern und Zeitschriften vorgelegt. Der Musikwissenschaftler gehört zu den Mitbegründern und Herausgebern der „Zeitschrift für Musikpädagogik“ (ZfMP) und des „Lexikons der Musikpädagogik“ (1972/1984). Heise ist zudem Herausgeber der „Quellentexte für Musikpädagogik“.